# Archángelos (Préveza)
Pour les articles homonymes, voir Archangelos.
Archángelos, en grec moderne : Αρχάγγελος, est un village du dème de Préveza, district régional de Préveza, en Épire, Grèce.
Selon le recensement de 2011, la population du village s'élève à 331 habitants.